# Ignacy Januszewski
Ignacy Januszewski (ur. 1804 – zm. 1875) – polski matematyk, profesor Instytutu Inżynierów Komunikacji w Petersburgu. 

## Życie
Ukończył gimnazjum w Wilnie a następnie studiował filozofię na Uniwersytecie Wileńskim. Od 1820 członek tajnej organizacji patriotycznej Stowarzyszenia Filaretów. Na jesieni 1823 unikając aresztowania przeniósł się do Petersburga i rozpoczął studia w Instytucie Korpusu Inżynierów Komunikacji, który ukończył jako porucznik z wyróżnieniem (1828). Po studiach został pracownikiem Instytutu  jako repetytor przy Katedrze Matematyki (1828-1834). W latach 1829–1830 spisał serię publicznych wykładów Michaił Ostrogradskiego na temat mechaniki nieba i fizyki matematycznej, które za jego zgodą opublikował. Potem wykładał mechanikę teoretyczną w Instytucie Korpusu Inżynierów Górniczych w Petersburgu (1835-1838). W 1846 r. jako podpułkownik został profesorem matematyki w Instytucie Korpusu Inżynierów Komunikacji. Był członkiem pierwszego w Rosji towarzystwa miłośników szachów, założonego w Petersburgu w 1837 roku. Na emeryturze na którą odszedł jako generał w 1871 mieszkał na stałe w Wilnie, gdzie posiadał własny dom. Pochowany na cmentarzu w Mejszagole

## Życie prywatne
Urodził się w rodzinie ziemiańskiej, syn Szymona właściciela majątku Jody w gub. wileńskiej. Jego bratem był Stanisław. Ożenił się z Kazimierą z Zabielskich (1807-1897). Mieli córki Emilię (ur. 1834-1883) żonę Krzywca a potem znanego księgarza wileńskiego Feliksa Zawadzkiego, Zofię (1836-1898) żonę hrabiego Stanisława Pilara von Pilchau, właściciela majątku Mickuny, Helenę (1848-1896), żonę Edmunda Rufina Dzierżyńskiego (1838-1882) i matkę Feliksa Dzierżyńskiego, Marię żonę Juliana Grazewicza.